# Малокам'янська сільська рада
| Малокам'янська сільська рада — орган місцевого самоврядування у Коломийському районі Івано-Франківської області з адміністративним центром у с. Мала Кам'янка. Утворена 14 червня 1994 року. Водоймища на території, підпорядкованій даній раді: річка Косачів. Сільській раді підпорядковані населені пункти: - с. Мала Кам'янка |

## Склад ради
Рада складається з 14 депутатів та голови.

### Керівний склад ради
| ПІБ                        | Основні відомості                                                                             | Дата обрання | Дата звільнення |
| -------------------------- | --------------------------------------------------------------------------------------------- | ------------ | --------------- |
| Остафійчук Василь Іванович | Сільський голова, 1946 року народження, освіта, член Всеукраїнського об'єднання «Батьківщина» | 26.03.2006   | 31.10.2010      |

Примітка: таблиця складена за даними джерела